# ラトビア・ソビエト社会主義共和国の国旗
ラトビア・ソビエト社会主義共和国の国旗は、1940年に最初に制定され、その後1953年に改定されたものが1990年まで使用された。

## 変遷
ナチス・ドイツとソビエト連邦によるバルト諸国占領に際し、1940年7月21日にラトビア共和国人民サエイマは「ラトビア・ソビエト社会主義共和国」の発足を宣言するとともに、自国のソビエト連邦への編入を 連邦最高会議幹部会に訴えた。同年8月15日に連邦最高会議幹部会はこれを受諾しラトビア共和国はソ連構成共和国となったが、この間のラトビア共和国国旗は以前からの白帯の暗赤色旗から変更されなかった。しかし、同時代の証言や写真からは、この時期には建物や広場には赤旗や鎌と槌入りの赤旗が掲揚されていたと見られる。
同月25日の第2回人民サエイマにおいて承認された新たなラトビア共和国憲法の第117条では、国旗については次のように定められた。
翌9月6日のラトビア共和国最高会議幹部会は「ラトビアSSRの国章と国旗について」の法令を承認し、その細則を次のように定めた。
紋章の画像は翌10月25日の新聞で公布された。

1940年8月25日から1953年1月17日までの国旗

1953年1月17日、「ラトビアSSRの新たな国旗の承認について」の最高会議幹部会令により、憲法第117条の国旗に関する条文が改定された。
1967年2月28日承認の最高会議幹部会令と、同年4月10日承認の法令により、国旗についての細則が次のように定められた。
1981年4月27日に承認された最高会議幹部会令により、国旗の裏面には五芒星と鎌と槌を表示しないことが定められ、また国旗は内陸輸送船の船尾旗、およびラトビア共和国高官の搭乗した船の公式旗としても使用されることが定められた。
その後、ペレストロイカ時代の1988年9月29日に最高会議幹部会は「ラトビア人民の文化的・歴史的シンボルについて」の決議を採択し、公的な式典を含めた行事での白帯の暗赤色旗の使用を認めた。同決議に基づき設置された紋章委員会においては、ミハイルおよびパーヴェル・チューリンから、ラトビアのシンボルとして相応しいのは白帯の暗赤色旗ではなく緑白青旗であるとの意見が出されたが、この訴えは見送られた。

1988年に提案された旗

同年11月11日には、1940年以来初めてリガ城の塔上に白帯の暗赤色旗が掲げられた。1989年7月28日、ラトビア共和国最高会議はラトビアの主権宣言を採択し、翌1990年2月15日には新たな法令の採択により、1940年当時の国旗・国章・国歌が復活した（この法は同月18日に公布、27日に発効した）。

1990年2月27日からの国旗

同年5月4日、最高会議はラトビアの独立回復宣言を採択し、その国名を「ラトビア共和国」へと改称した。翌1991年8月21日に最高会議はラトビアの完全独立を宣言した新憲法を採択し、これは同月24日のロシア共和国大統領令および翌9月6日のソビエト連邦国家会議令により承認された。

## その他
ロシア革命期の1919年1月15日にボリシェヴィキ系のラトビア社会主義ソビエト共和国が採択した憲法は、国旗についての記述を1918年のロシア共和国憲法
から完全に引き写したものであった。
実際には、国名表記はラトビア語による "L.S.P.R." であったと思われる。

ラトビア社会主義ソビエト共和国の国旗